# Konversion (Kommunalwirtschaft)
Konversion ist in der Kommunalwirtschaft die Anpassung der kommunalen Infrastruktur an größere Veränderungen der Einwohnerzahl oder Bevölkerungsstruktur.

## Allgemeines
Größere Veränderungen der Einwohnerzahl oder ihrer soziodemografischen Zusammensetzung (wie Altersquotient oder Armutsquote) wirken sich auf die kommunale Infrastruktur (öffentliche Verwaltung, Daseinsvorsorge wie Schulen, Wohnungsbau, Straßen) aus. Deren Kapazitäten sind stets an stärkere Veränderungen anzupassen, soll die Dienstleistungsqualität beibehalten bleiben. Veränderungen der Einwohnerzahl ergeben sich insbesondere durch die von einer Gemeinde kaum steuerbare Urbanisierung, Zu- oder Abwanderung der Bevölkerung. Werden beispielsweise Unternehmensstandorte durch Betriebsschließung oder Militärstandorte geschlossen, führt die Bevölkerungsabnahme meist zu Leerständen von Wohn- und Gewerbeimmobilien oder Kasernen. Diese bleiben ungenutzt und verfallen zu Bauruinen, wenn sie nicht durch städtebauliche Sanierung, Umwidmung und/oder Nutzungsänderung einer neuen Nutzung zugeführt werden.
Unternehmensgründungen erfolgen auch anhand von Standortfaktoren, die die gewerbliche Attraktivität von Gemeinden betreffen. Die Bevölkerungsab- oder -zunahme wiederum wirkt sich auf volkswirtschaftliche Faktoren (Arbeitslosigkeit, Konsum, Steuern) aus, die volkswirtschaftliche Kennzahlen in Gemeinden (Bruttoinlandsprodukt pro Kopf, Pro-Kopf-Einkommen) verändern.

## Ursachen
Konversionen größeren Ausmaßes werden durch militärische oder privatwirtschaftliche Maßnahmen oder durch individuelle Entscheidungen der Bürger ausgelöst.
- Militärische Maßnahmen: Aufrüstung oder Abrüstung führen zu Standorteröffnungen oder -erweiterungen bzw. Standortreduzierungen oder -schließungen (Rüstungskonversion). Das trifft nicht nur Soldaten, sondern auch Zivilbeschäftigte in der Militärverwaltung.
- Privatwirtschaftliche Maßnahmen: Unternehmensgründungen oder Stilllegungen bewirken Standorteröffnungen oder -erweiterungen bzw. Standortreduzierungen oder -schließungen. Es kommt zu einem höheren Beschäftigungsstand und umgekehrt.
- Individuelle Entscheidungen der Bürger führen zu Migration durch Einwanderung, Auswanderung, Flucht oder Binnenwanderung (Landflucht, Stadtflucht).

Die Fachliteratur befasst sich überwiegend mit der militärisch bedingten Konversion. Alle Ursachen erfordern signifikante Bevölkerungsbewegungen oder Änderungen der Bevölkerungsstruktur, die für die betroffenen Gebietskörperschaften kapazitätsmäßige und finanzielle Auswirkungen nach sich ziehen. Die Gebietskörperschaften können diese Veränderungen oft nicht selbst steuern, so dass sie Datenparameter darstellen.

## Geschichte
Bevölkerungsbedingte Konversionen gab es schon immer. Historisch zu erwähnen ist die Einwanderung nach Brasilien, die zwischen 1500 und 1650 etwa 580.000 Portugiesen nach Brasilien brachte, gefolgt von nochmals 600.000 Einwanderern während des Goldrauschs in Minas Gerais zwischen 1700 und 1760. Die Einwanderung in die Vereinigten Staaten erreichte ihren Höhepunkt zwischen 1892 und 1924. Zwischen 1850 und 1930 immigrierten 5 Millionen Deutsche in die USA, zwischen 1876 und 1910 verließen rund 3 Millionen Personen Österreich-Ungarn in Richtung USA. In der Zeit von 1840 bis 1930 kamen 900.000 Frankokanadier ins Land und siedelten vorwiegend in Neuengland. In den Jahren 1910 bis 1920 wanderten über 2 Millionen Italiener ein. Die betroffenen US-Kommunen standen vor großen Konversionsproblemen.
Die auf die militärische Abrüstung zurückzuführende kommunale Konversion tauchte 1945 in den USA durch die Eingliederung militärischer Anlagen in die Privatwirtschaft auf. Ein „Komitee zur wirtschaftlichen Anpassung“ (englisch Economic adjustment committee) untersuchte die durch geschlossene Militärstandorte verloren gegangenen und durch die Wirtschaft neu geschaffenen Arbeitsplätze, wonach 114.000 zivile Arbeitsplätze verloren gingen, aber 119.000 neu geschaffen wurden.
In Deutschland ist die militärisch bedingte Konversion ersichtlich erstmals 1984 im Rahmen des Projektes „Regionale Konversion West-Pfalz“ im Hinblick auf militärische Arbeitsplätze erforderlich geworden. Die Abrüstung nahm währenddessen mit dem INF-Vertrag vom Dezember 1987 an Fahrt auf. Im November 1989 gründete sich die „Bremische Stiftung für Rüstungskonversion“. Die deutsche Wiedervereinigung im Oktober 1990 führte zur Aufgabe alliierter Militärstandorte, etwa durch den Abzug sowjetischer Truppen bis August 1994. Es schloss sich eine Bundeswehrreform an (Transformation der Bundeswehr 2002–2009, Neuausrichtung der Bundeswehr seit 2010). Die Landesregierung Brandenburg veröffentlichte inzwischen am 25. August 1992 „Leitlinien für Konversion“.
Neben den militärisch bedingten Konversionen gab es stets auch privatwirtschaftlich ausgelöste Konversionen. Regionaler Strukturwandel (Steinkohlenbergbau im Ruhrgebiet) und industrieller Strukturwandel (Stahlkrise, Verlagerung von Arbeitsplätzen ins Ausland) haben Konversionen ausgelöst. Beispiele sind die Wandlung vom Chemiekombinat Bitterfeld in den Chemiepark Bitterfeld-Wolfen (1997) oder die Nutzungsänderung einer Industriebrache zum 2004 fertiggestellten Mediapark, der die Position des Medienstandorts Köln festigte.
Seit 1990 stellt die Einwanderung über das Mittelmeer in die EU viele europäische Kommunen vor große organisatorische und finanzielle Herausforderungen, die durch die Flüchtlingskrise in Europa ab 2015 und die Flüchtlingskrise in Deutschland ab 2015 erheblich verschärft wurden. Diese Einwanderungswellen durch Transmigration hätten im Gegensatz zu den militärisch oder privatwirtschaftlich ausgelösten Konversionen gesteuert werden können (siehe Eidgenössische Volksinitiative «Gegen Masseneinwanderung»).

## Auswirkung auf öffentliche Haushalte
Durch eine Bevölkerungsabnahme gehen der Gemeinde im öffentlichen Haushalt Steuer- und Abgabeneinnahmen verloren, obwohl die kommunalen Kapazitäten (Fixkosten) zunächst aufrechterhalten bleiben (Kostenremanenz). Arbeitslosigkeit erhöht durch Transferleistungen die kommunalen Ausgaben, während gleichzeitig die Einnahmen durch sinkende Gemeindesteuern (Gewerbesteuer, Verbrauchsteuern und Umsatzsteueranteile) rückläufig sind. Diese Gegenläufigkeit führt zu Haushaltsdefiziten, die kommunale Investitionen einschränken und zum Investitionsstau führen können. Umgekehrt führt die Bevölkerungszunahme etwa durch Unternehmensgründungen über zusätzliche Gewerbesteuer, Umsatzsteuer und sonstige Einnahmen zu einer Verbesserung der Haushaltslage. Dies gilt jedoch nicht für alle Bevölkerungszunahmen. Die Bevölkerungszunahme durch beruflich weitgehend unqualifizierte Flüchtlinge erhöht Transferleistungen und führt zu höheren Arbeitslosenquoten, die eine Belastung für öffentliche Haushalte darstellen.

## Aufgaben im Rahmen der Konversion
Der Kommunalverwaltung obliegt die Aufgabe, bei Konversion im Rahmen der Stadtplanung auf eingetretene Datenänderungen zu reagieren oder erwartete zu antizipieren. Dazu stehen ihr insbesondere die Instrumente der Personalplanung (bei Behörden), Stadtentwicklung, Bauplanung für betroffene Gebäude oder Brachflächen, Wirtschaftsförderung bei der Ansiedlung von Gewerbebetrieben oder finanzielle Fördermittel (Zuschüsse, öffentliche Bürgschaften, Ausbildungsförderung, Restrukturierungsbeihilfen) sowie Zwischennutzungen zur Verfügung, möglicherweise unterstützt durch staatliche Industriepolitik.